# Fernando Cano Alcantarilla
Fernando Cano Alcantarilla (Valencia, 14 de febrero de 1995) deportivamente conocido como Fer Cano, es un futbolista profesional español. Actualmente juega como centrocampista en  la Sociedad Deportiva Tarazona de la Primera Federación.

## Trayectoria
Formado en la cantera del Valencia CF, en su etapa de juvenil llegó a actuar en la banda, pero con Curro Torres en el banquillo, su posición natural siempre ha sido la de mediapunta. En la 2013/2014, cuando estaba en el juvenil, ya disputó seis encuentros, cinco como titular. En la temporada 2014/2015 en las filas del filial valencianista jugó treinta y seis encuentros, treinta desde el principio, y anotó seis dianas. En la campaña 2015/2016 disputó veintitrés partidos, diez como titular, y marcó dos goles.
En julio de 2016, el centrocampista ofensivo con apenas 21 años llega con la carta de libertad del Valencia CF, para firmar con el Real Mallorca, club de la Segunda División. Durante la temporada 2016-17, alternaría el filiar bermellón con actuaciones en el primer equipo balear.
Tras el descenso a la Segunda B, forma parte del primer equipo de la entidad balear con el que logra el ascenso a la Segunda División al final de la temporada 2017-18, convirtiéndose en campeón de la Segunda B.
En el verano de 2018, se incorpora a la disciplina del Club Lleida Esportiu de la Segunda División B de España, donde permanece tres temporadas. Tras una última campaña con el conjunto ilerdense, donde anotó un total de seis goles, en la temporada 2021-22 decide aceptar el reto de la UD Logroñés en Primera RFEF. 
En la temporada 2022-23, firma por el CD Calahorra, también de Primera RFEF, donde solo disputa un total de cuatro encuentros.
El 28 de enero de 2023, firma por la U. D. Melilla de la Segunda Federación.

## Clubes
| Club                    | País   | Años        |
| ----------------------- | ------ | ----------- |
| Valencia C. F. Mestalla | España | 2014 - 2016 |
| R. C. D. Mallorca "B"   | España | 2016 - 2017 |
| R. C. D. Mallorca       | España | 2017 - 2018 |
| Lleida Esportiu         | España | 2018 - 2021 |
| U. D. Logroñés          | España | 2021 - 2022 |
| C. D. Calahorra         | España | 2022 - 2023 |
| U. D. Melilla           | España | 2023        |
| S. D. Tarazona          | España | 2023 - 2024 |
| S.D. Compostela         | España | 2024 - 2025 |